# 深田愛衣
深田愛衣（日语：／ Fukada Ai，12月26日—）是日本的女性聲優，鹿兒島縣出身。Kenyu Office所屬。愛知縣立大學外國語學部法語學部出身。

## 人物
興趣是海外旅行、釣魚。擅長料理（特別是魚的放血）、三味線、英語與法語。擁有英文檢定2級與法語檢定2級的證照。
會說鹿兒島腔與名古屋腔。
2015年4月1日開始加入Production baobab。
與聲優種崎敦美是好友。

## 演出作品
※粗體字為主要角色。

### 電視動畫
2013年
- Q弟偵探因幡（史黛拉）
- 忍者哈特利（影千代、愛子老師）[5]
- 忍者亂太郎（女兒、大福丸）
- 斯特拉女學院高等科C3部（宿舍內的女子A）
- 蠟筆小新（OL、大姐姐B）

2014年
- 哆啦A夢（雪[6]、女孩子B、助手機器人）
- 蠟筆小新（雞A）
- 愛·天地無用！（笛山塔里[7]、玉臣）

2015年
- 無頭騎士異聞錄 DuRaRaRa!!×2 承（真奈花）
- 哆啦A夢（電腦音、海豚、貓、主婦A、男孩子）
- 忍者亂太郎（夢中的食物、理髮店的客人）
- 創聖機械天使LOGOS（作業員D、男孩子、女兒）
- 新我們這一家（嬰兒）

2016年
- FAIRY TAIL ZERO（女學生）
- 無頭騎士異聞錄 DuRaRaRa!!×2 結（真奈花）
- 新我們這一家（女孩子）
- 哆啦A夢（女孩子3、少女A）
- B-PROJECT〜鼓動＊Ambitious～（化妝師）
- 勇利!!! on ICE（女性C）

2017年
- 櫻花任務（金子繪里）
- 巴哈姆特之怒 VIRGIN SOUL（魔族族長）
- Princess Principal（部下）
- 蠟筆小新（小孩B、女性B）
- DYNAMIC CHORD（少女）

2018年
- 重神機潘多拉（シェン・リュウ）
- 蠟筆小新（店員）
- 和風喫茶鹿楓堂（女服務生）
- 魯邦三世 PART5（レニエの孫）

2019年
- 可愛巧虎島（トマルッチ）

2020年
- 蠟筆小新（同僚A）
- 名偵探柯南（女性）

2021年
- 蠟筆小新（工作人員）
- 名偵探柯南（外場服務生）

2022年
- 名偵探柯南（從業員）
- 蠟筆小新（大學生B、小孩B、大姐姐、電視B）

2023年
- 蠟筆小新（女性）
- 機戰少女Alice Expansion（母親）
- 不死少女的謀殺鬧劇（吉賽兒[8]）

### OVA
2015年
- 機器小金剛（紀奈子[9]）

### 網路動畫
2016年
- 功夫熊貓3（小孩熊貓）

### 動畫電影
2013年
- 劇場版 巧虎與芙芙的大冒險～七色之花～（小波）

2014年
- 帕羅的未來島（日语：パロルのみらい島）（小孩A）
- 劇場版 巧虎與小白鯨的大冒險（鯨魚小庫）
- 蠟筆小新：大對決！機器人爸爸的反擊（女兒）

2015年
- 大雄的宇宙英雄記（小孩A）

2016年
- 海洋幻想曲（瑟夏、班〈幼少期〉[10]）

### 遊戲
2011年
- 勇者派遣公司[1]

2013年
- 如月GOLD★STAR -NONSTOP GO GO!!-（霧島冬理[11]）
- 魔鬼戀人 MORE,BLOOD（梓〈幼少期〉）
- 魅影破壞者EXTRA（系統聲音）
- 1/2 summer+（草薙一葉[12]）

2014年
- 穢翼的尤斯蒂婭 Angel's blessing（愛莉斯[13]）
- 我家公主最可愛（天眼姬莎利耶爾）
- KRITIKA（因裘）
- 尋找！描繪！麵包超人（系統聲音）
- 放學後colorful * step（美術社社長）
- 茂伸奇談 -pure smile-（星辰姬宮[14]）
- LOVELY QUEST -Unlimited-（艾諾·緹婭·顧塞芬[15]）
- Last Summoner（伊月〈伊達政宗〉）

2015年
- 麵包超人的五十音教室（系統聲音）
- 黑色砂漠（琵麗雅與其他多數）
- 城姬Quest（水戶城[16]）
- 少女與龍（薩基爾[17]）
- 刀劍神域 Lost Song（犬）
- 軍姬大戰（安丁、布魯諾[18]、包路斯）

2016年
- 問答RPG 魔法使與黑貓維茲（莉希雅·阿爾德爾、賽爾瑪·李維拉）
- 城姬Quest（沼田城[19]）

2024年
- 明日方舟（海霓）
- 怪物彈珠（赤岩牙二郎）

時期未定
- 龍族獵人COOP[20]

### 廣播劇CD
- 穢翼的尤斯蒂婭（愛莉斯[1]）
- 方言少女 鹿兒島腔（東八重）[21]

### 音樂CD
| 發售日  | 專輯名稱                          | 演唱名義                                                                        | 歌曲名稱       | 商業搭配                        |
| 2015年  | 2015年                            | 2015年                                                                          | 2015年         | 2015年                          |
| ------- | --------------------------------- | ------------------------------------------------------------------------------- | -------------- | ------------------------------- |
| 1月21日 | 愛·天地無用！ BD、DVD第1卷特典CD  | 蜂子（優木加奈）、沙流葉七（M・A・O）、笛山塔里（深田愛衣）                     | 「」           | 電視動畫《愛·天地無用！》片尾曲 |
| 3月18日 | 愛・天地無用！ BD、DVD第3卷特典CD | 川流桃（東山奈央）、蜂子（優木加奈）、沙流葉七（M・A・O）、笛山塔里（深田愛衣） | 「Best Party」 | 電視動畫《愛·天地無用！》片尾曲 |

## 外部連結
- 事務所官方簡歷 （页面存档备份，存于）（日語）
- 深田愛衣Official Blog（日語）
- 深田愛衣的X（前Twitter）（日語）